# Vernon Maxwell
Vernon Maxwell é um ex-basquetebolista norte-americano que foi draftado pelo Denver Nuggets na 2 rodada em número 17 em 1988 que foi campeão da Temporada da NBA de 1993–94 e 1994–95 jogando pelo Houston Rockets. Ficou conhecido como "Mad Max".